# باتريك كيلي (مصمم أزياء)
باتريك كيلي (بالإنجليزية: Patrick Kelly)‏ هو مصمم أزياء أمريكي، ولد في 24 سبتمبر 1954 في فيكسبيرغ في الولايات المتحدة، وتوفي في 1990 بسبب إيدز.